# 康布罗讷莱克莱蒙
康布罗讷莱克莱蒙（法語：Cambronne-lès-Clermont，法語發音：[kɑ̃bʁɔn lɛ klɛʁmɔ̃]，意为“克莱蒙附近的康布罗讷”）是法国瓦兹省的一个市镇，属于克莱蒙区。

## 地理
康布罗讷莱克莱蒙（49°19'48"N, 2°23'58"E）面积9.34 平方千米，位于法国上法蘭西大區瓦兹省，该省份为法国北部内陆省份，北起索姆省，西接厄尔省和滨海塞纳省，南至塞纳-马恩省和瓦兹河谷省，东临埃纳省。
与康布罗讷莱克莱蒙接壤的市镇（或旧市镇、城区）包括：讷伊苏克莱蒙、昂萨克、比里、科夫里、朗蒂尼、鲁斯卢瓦。
康布罗讷莱克莱蒙的时区为UTC+01:00、UTC+02:00（夏令时）。

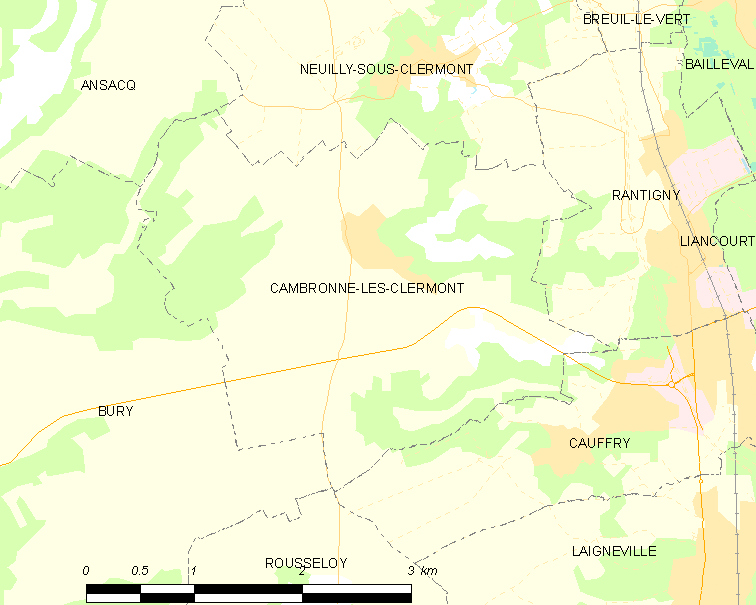
康布罗讷莱克莱蒙的OSM定位图

## 行政
康布罗讷莱克莱蒙的邮政编码为60290，INSEE市镇编码为60120。

## 政治
康布罗讷莱克莱蒙所属的省级选区为穆伊县。

## 人口

1962-2008年间康布罗讷莱克莱蒙人口变化图示

康布罗讷莱克莱蒙于2022年1月1日时的人口数量为1179人。